# Широкосіточниця юнгерманієподібна
Широкосіточниця юнгерманієподібна (Platydictya jungermannioides) — вид мохів порядку гіпнобрієвих (Hypnales).

## Поширення
Ареал охоплює такі частини світу: Європа, Північна Америка, Азія, Антарктида.
Населяє скелі у вологих захищених місцях, ущелинах скель, під скелястими виступами, торф'янистому ґрунті, перегною під нависаючим дерном, дуплах під корінням дерев, нижніх сторонах колод, вапняних біотопах; від низьких до високих висот.

## Характеристика
Рослини щільні, м'які, шовковисті, від зелених до жовто-коричневих. Листки прямовисно-розпростерті, 0.1–0.3(0.5) мм; краї зубчасті. Спеціалізоване нестатеве розмноження за допомогою пазушних заглиблених заростків. Вид дводомний. Коробочкові ніжки 0.6–1.1 см. Коробочка випростана, видовжено-циліндрична, симетрична чи майже симетрична, 0.5–1 мм, звужена під гирлом і на шийці, коли суха, шийка коротка. Спори 11–13 мкм.